# Urcy
Urcy is een gemeente in het Franse departement Côte-d'Or (regio Bourgogne-Franche-Comté) en telt 125 inwoners (2005). De plaats maakt deel uit van het arrondissement Dijon.

## Geografie
De oppervlakte van Urcy bedraagt 8,3 km², de bevolkingsdichtheid is 15,1 inwoners per km².
De onderstaande kaart toont de ligging van Urcy met de belangrijkste infrastructuur en aangrenzende gemeenten.

## Demografie
Onderstaande figuur toont het verloop van het inwonertal (bron: INSEE-tellingen).

## Externe links

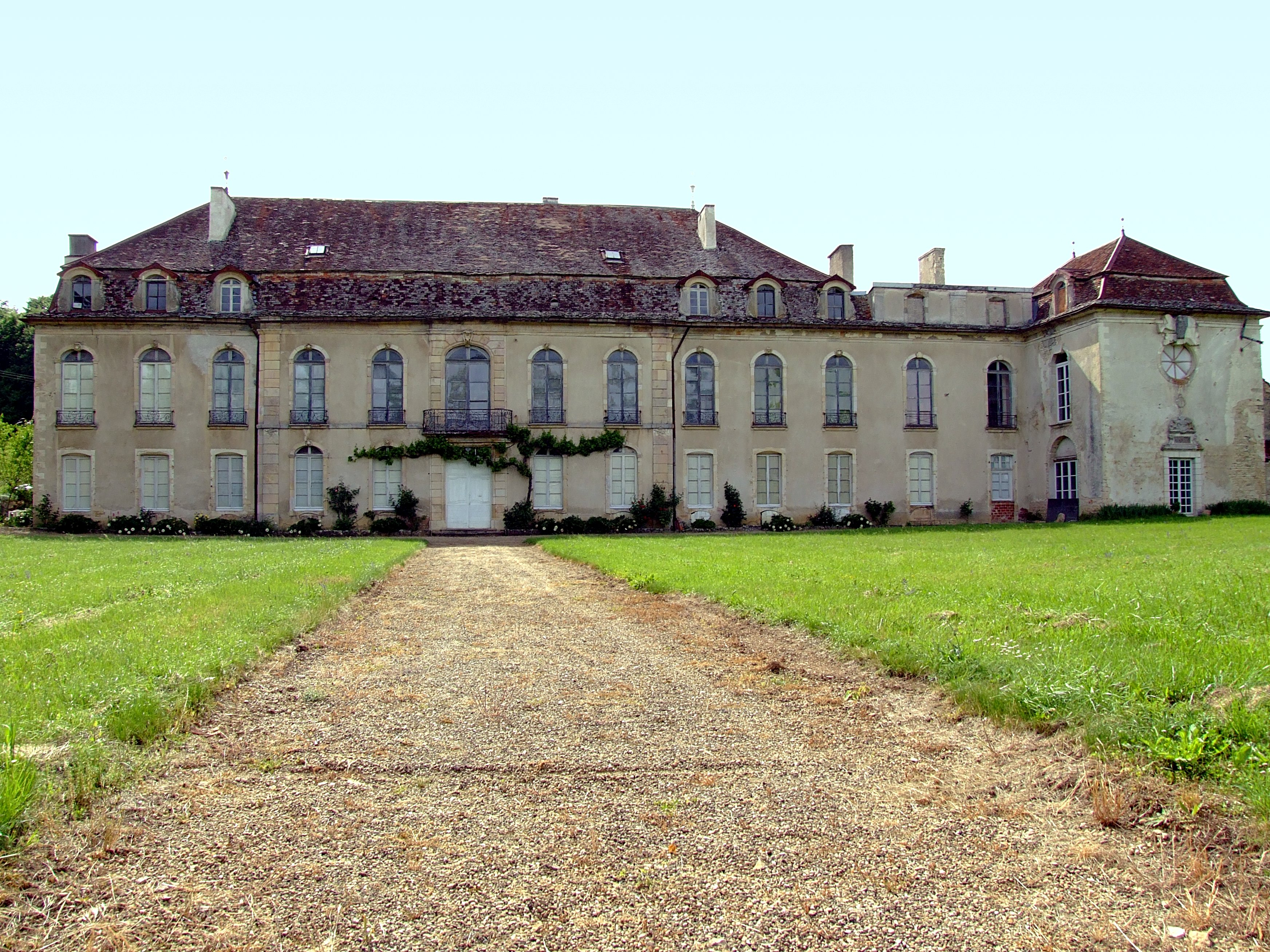
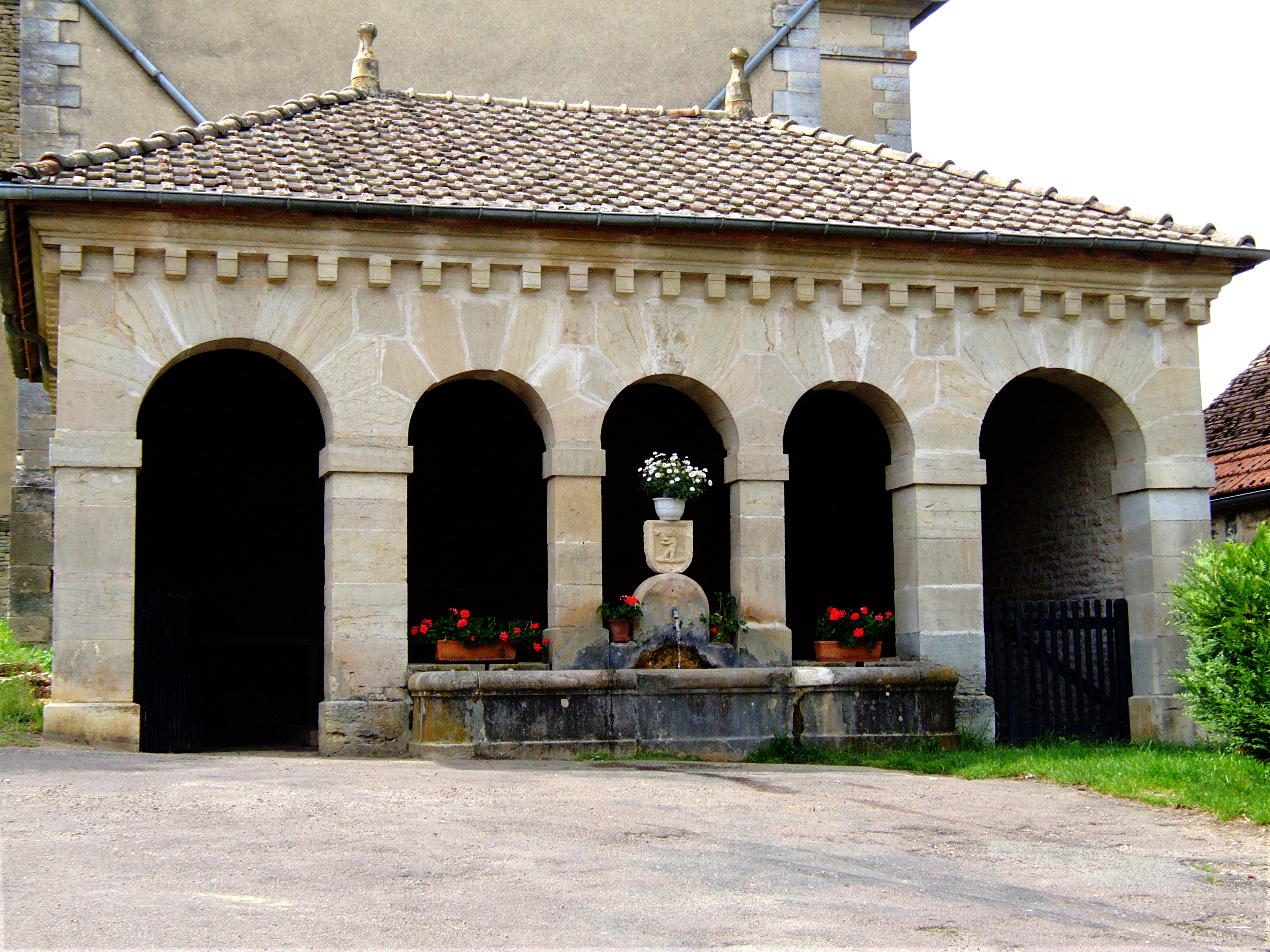